# سلیم شروانی (زاده ۱۹۵۱)
سلیم شروانی (انگلیسی: Saleem Sherwani؛ زادهٔ ۴ ژانویه ۱۹۵۱) بازیکن هاکی روی چمن اهل پاکستان است.
وی در مسابقات کشوری و بین‌المللی در مجموع برندهٔ ۲ مدال طلا، ۱ مدال نقره، ۱ مدال برنز شده‌است.